# Troides dohertyi
Talaud Black Birdwing Troides dohertyi là một loài bướm ngày cánh chim đặc hữu của các đảo Talaud và Sangihe.
Troides dohertyi được xếp vào nhóm có khả năng bị tổn thương (VU) theo sách đỏ IUCN năm 2006 (1) và được xếp vào phụ lục II của CITES (2).
Theo một số tác giả, loài này được xem là một phụ loài của Troides rhadamantus.

## Hình ảnh

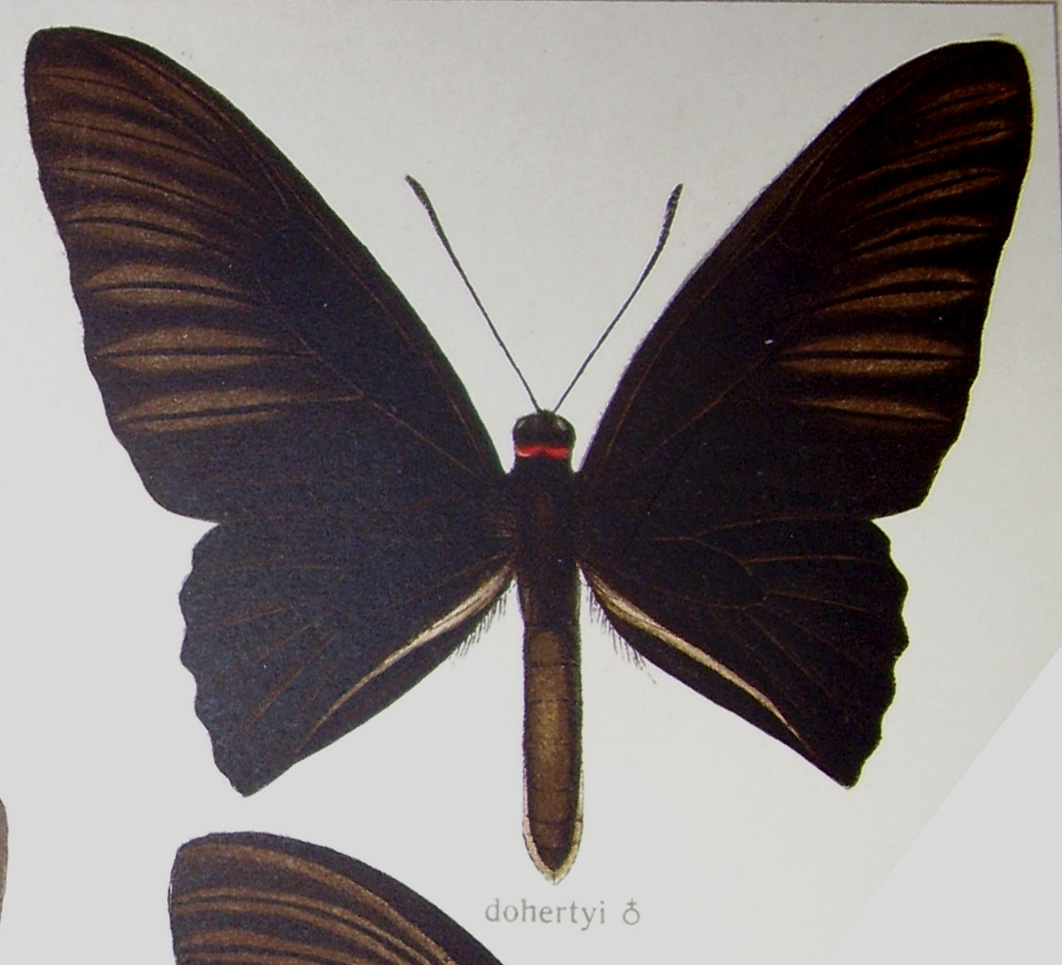